# ماريو بارتي سوبرستارز
ماريو بارتي سوبرستارز (بالإنجليزية: Mario Party Superstars‎؛ باليابانية: マリオパーティ スーパースターズ‎، ‏Mario Pāti Sūpāsutāzu) هي لعبة حفلات طورتها إن دي كيوب ونشرتها نينتندو لنينتندو سويتش. هي اللعبة الثانية عشرة للمشغلات المنزلية في سلسلة ماريو بارتي، والثانية لنينتندو سويتش بعد سوبر ماريو بارتي (2018).
تتميز اللعبة بخمس لوحات مُعاد تصميمها من ثلاثية ألعاب ماريو بارتي على نينتندو 64 وما مجموعه 100 لعبة مصغرة مُنسقة من الأجزاء السابقة في السلسلة، على غرار لعبة ماريو بارتي: ذا توب 100 لنينتندو 3دي أس (2017). على عكس سوبر ماريو بارتي، يمكن لعب سوبرستارز باستخدام أزرار التحكم. عند الإصدار، تلقت ماريو بارتي سوبرستارز تقييمات إيجابية في الغالب من النقاد.

## الإصدار
كشفت نينتندو عن اللعبة في عرض نينتندو دايركت المتعلق بمعرض الترفيه الإلكتروني 2021 في 15 يونيو. أكد العرض التقديمي وتميزه بلوحات «بيتشس بيرثداي كيك» من ماريو بارتي و«سبيس لاند» من ماريو بارتي 2 المعاد تصميمها. أشار ريان غيليام من بوليغون إلى أن اللوحات تضمنت أحداثًا لم تُشاهد في النسخ الأصلية؛ علاوة على ذلك، علق غيليام بأن اللعبة اقترضت الأصول - مثل واجهة المستخدم - من سابقتها سوبر ماريو بارتي. كما أكد العرض التقديمي أن بيردو ستعود كشخصية قابلة للعب للمرة الأولى منذ ماريو بارتي 9 (2012). كُشِفَ عن نسخة محسنة لخريطة «وودي وودز» من ماريو بارتي 3 على الموقع الرسمي للعبة. في 23 سبتمبر، كُشِفَ في نينتندو دايركت أنه سَتُضَمَّن خريطتي«يوشيز تروبيكال آيلاند» من ماريو بارتي و«هورور لاند» من ماريو بارتي 2 المعاد تصميمهما في اللعبة.
بعض الألعاب المصغرة من ماريو بارتي الأصلية التي تطلبت من اللاعبين تدوير العصية التشابهية بأسرع ما يمكنهم العودة في سوبرستارز؛ تتميز هذه الألعاب المصغرة بتحذير بعدم تدوير العصية التشابهية براحة اليد. كان هذا بسبب الحوادث حيث تعرض اللاعبون لإصابات في اليد من استخدام العصية التشابهية بهذه الطريقة.

## التقييم
| التقييم |        |
| --- | ------ |
| مجموع النقاط المجموع نقاط ميتاكريتيك 80/100 نتائج المراجعة نشرة نقاط سي جي إم 8/10 [ 9 ] دستركتويد 8/10 [ 10 ] غيم إنفورمر 8/10 [ 11 ] غيم سبوت 6/10 [ 12 ] آي جي إن 8/10 جو فيديو 15/20 [ 13 ] نينتندو لايف [ 14 ] شاك نيوز 8/10 [ 15 ] |        |
| مجموع النقاط |        |
| المجموع | نقاط   |
| ميتاكريتيك | 80/100 |
| نتائج المراجعة |        |
| نشرة | نقاط   |
| سي جي إم | 8/10   |
| دستركتويد | 8/10   |
| غيم إنفورمر | 8/10   |
| غيم سبوت | 6/10   |
| آي جي إن | 8/10   |
| جو فيديو | 15/20  |
| نينتندو لايف | [ 14 ] |
| شاك نيوز | 8/10   |

حصلت ماريو بارتي سوبرستارز على متوسط نقاط 80/100 بناءً على 88 مراجعة على ميتاكريتيك، مما يشير إلى «المراجعات الإيجابية بشكل عام».
قدم ميتشل سالتزمان من آي جي إن مراجعة إيجابية، قائلاً: «ماريو بارتي سوبرستارز عبارة عن اندماج لبعض أفضل اللوحات، والألعاب المصغرة، والآليات، وتحسين جودة الحياة من السلسلة بأكملها، مما أدى إلى أن تكون أفضل لعبة ماريو بارتي منذ وقت طويل.»
باعت اللعبة 163 ألف نسخة فيزيائية خلال الأسبوع الأول من إصدارها في اليابان، مما يجعلها أكثر لعبة تجزئة مبيعًا لهذا الأسبوع في اليابان.

### الجوائز
| السنة | الجائزة           | التصنيف          | النتيجة | مرجع   |
| ----- | ----------------- | ---------------- | ------- | ------ |
| 2021  | جوائز اللعبة 2021 | أفضل لعبة عائلية | رُشِّح     | [ 19 ] |

## وصلات خارجية
- الموقع الرسمي